# Шкала Мооса

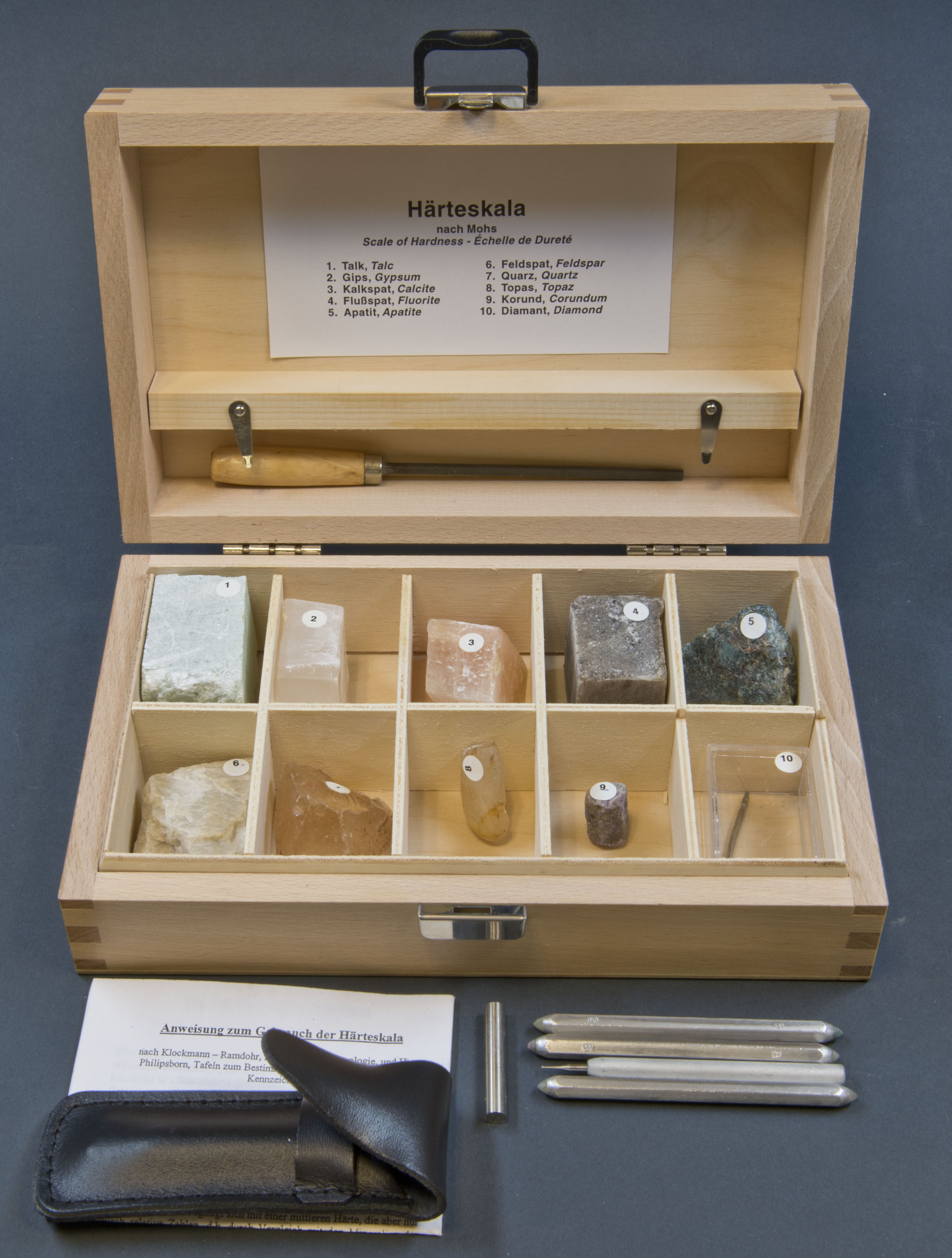
Набір твердості за Моосом, що містить один зразок кожного мінералу за десятибальною шкалою твердості

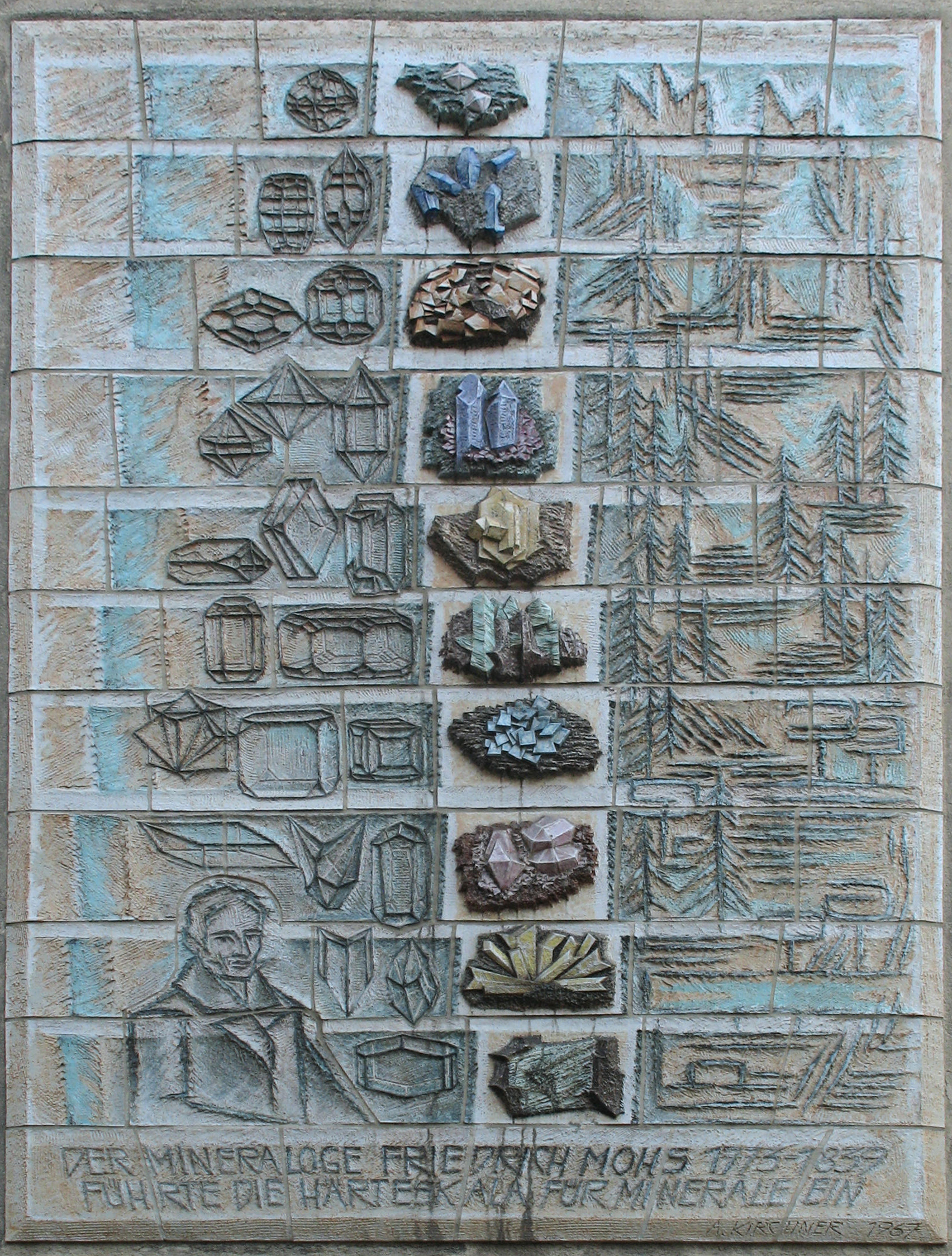
Пам'ятна дошка Фрідріху Моосу у Відні

Шкалá Мóоса (en. Mohs scale, мінералогічна шкала твердості) — набір еталонних мінералів для визначення відносної твердості методом надряпування. Як еталони прийнято 10 мінералів, розташованих в порядку зростання твердості.
Відносна твердість мінералів за шкалою Мооса визначається шляхом дряпання мінералу, який досліджується, гострими краями еталонних мінералів (пасивна твердість) або дряпання еталонних мінералів досліджуваним зразком (активна твердість). Еталонами є: 1 — тальк, 2 — гіпс, 3 — кальцит, 4 — флюорит, 5 — апатит, 6 — ортоклаз, 7 — кварц, 8 — топаз, 9 — корунд, 10 — алмаз.
Запропонована у 1811 році німецьким мінералогом Фрідріхом Моосом.
| Твердість | Мінерал                        | Абсолютна твердість |
| --------- | ------------------------------ | ------------------- |
| 1         | Тальк (Mg3Si4O10(OH)2)         | 1                   |
| 2         | Гіпс (CaSO4·2H2O)              | 3                   |
| 3         | Кальцит (CaCO3)                | 9                   |
| 4         | Флюорит (CaF2)                 | 21                  |
| 5         | Апатит (Ca5(PO4)3(OH-,Cl-,F-)) | 48                  |
| 6         | Польовий шпат (KAlSi3O8)       | 72                  |
| 7         | Кварц (SiO2)                   | 100                 |
| 8         | Топаз (Al2SiO4(OH-,F-)2)       | 200                 |
| 9         | Корунд (Al2O3)                 | 400                 |
| 10        | Алмаз (C)                      | 1500                |

Була запропонована також альтернативна таблиця визначення твердості мінералів, значення твердості згідно з якою можуть коливатись між двома рівнями. Дана таблиця наведена нижче:
| Твердість | речовина чи мінерал   |
| --------- | --------------------- |
| 1         | Рідина                |
| 2         | Гіпс                  |
| 2,5-3     | Золото, срібло        |
| 3         | Кальцит, мідь, монета |
| 4         | Флюорит               |
| 4-4,5     | Платина               |
| 4,5-5     | Залізо                |
| 5         | Апатит                |
| 6         | Ортоклаз              |
| 6,5       | Пірит                 |
| 6-7       | Скло                  |
| 7         | Кварц                 |
| >7        | Гартована сталь       |
| 8         | Топаз                 |
| 9         | Корунд                |
| 10        | Алмаз                 |